# Douglas (Vorname)
Douglas ist ein männlicher Vorname.

## Herkunft und Bedeutung
Der Name ist im englischen Sprachraum verbreitet. Bei Frauen findet der Name gelegentlich als zweiter Vorname Verwendung, ähnlich dem Gebrauch des Vornamens Maria als zweiter Vorname von Männern im deutschen Sprachraum. 
Der Name leitet sich von dem schottisch-gälischen Dubhglais/Dubhghlais ab und bedeutet so viel wie "dunkler (gälisch: dubh) Fluss (gälisch: glais)" und bezeichnete ursprünglich einen Fluss, später einen schottischen Clan.

## Varianten
- Douglass
- Dugaid
- Doug

## Namensträger
- Douglas (Dyanfres Douglas Chagas Matos; * 1987), brasilianischer Fußballspieler
- Douglas (Douglas Franco Teixeira; * 1988), niederländischer Fußballspieler
- Douglas (Douglas Pereira dos Santos; * 1990), brasilianischer Fußballspieler
- Douglas Adams (1952–2001), britischer Schriftsteller
- Edgar Douglas Adrian, 1. Baron Adrian (1889–1977), britischer Neurophysiologe, siehe Edgar Adrian, 1. Baron Adrian
- Douglas Barr (* 1949), US-amerikanischer Schauspieler, Regisseur, Drehbuchautor und Winzer
- Ray Douglas Bradbury (1920–2012), US-amerikanischer Schriftsteller, siehe Ray Bradbury
- Douglas Bragg (1928–1973), US-amerikanischer Musiker, siehe Doug Bragg
- Douglas Clifford (* 1945), US-amerikanischer Schlagzeuger, siehe Doug Clifford
- Douglas Copland (1894–1971), neuseeländisch-australischer Wirtschaftswissenschaftler und Diplomat
- Douglas Costa (* 1990), brasilianischer Fußballspieler
- Douglas Coupland (* 1961), kanadischer Schriftsteller
- Douglas Dunn (* 1942), schottischer Dichter
- Douglas Eggers (1930–2025), US-amerikanischer American-Football-Spieler
- Douglas C. Engelbart (1925–2013), US-amerikanischer Informatiker
- Douglas Estay (* 1992), chilenischer Fußballspieler
- Douglas Hamilton Erwin (* 1958), US-amerikanischer Paläontologe
- Douglas Fairbanks senior (1883–1939), US-amerikanischer Schauspieler
- Douglas Fairbanks junior (1909–2000), US-amerikanischer Schauspieler
- Douglas J. Futuyma (* 1942), US-amerikanischer Biologe
- Douglas dos Santos Justino de Melo (* 1994), brasilianischer Fußballspieler
- Douglas Hurd (* 1930), britischer Politiker
- Douglas Hurley (* 1966), US-amerikanischer Astronaut
- Douglas Hyde (1860–1949), irischer Dichter
- Douglas James Jardine (1888–1946), britischer Kolonialgouverneur
- Douglas Bruce Lenat (1950–2023), US-amerikanischer KI-Forscher
- Douglas Michael Langdale (* 1969), US-amerikanischer Drehbuchautor, Produzent und Schauspieler
- Douglas Lilburn (1915–2001), neuseeländischer Komponist
- Douglas Lindsay (* 1964), schottischer Autor
- Douglas Lowe (1902–1981), britischer Leichtathlet
- Douglas MacArthur (1880–1964), amerikanischer General
- Douglas Mawson (1882–1958), australischer Geologe
- Douglas McGregor (1906–1964), US-amerikanischer Ökonom
- Douglas Moench (* 1948), amerikanischer Autor
- Douglas Dean Osheroff (* 1945), amerikanischer Physiker
- Douglas „Doug“ Polk (* 1988), US-amerikanischer Pokerspieler
- Douglas Preston (* 1956), US-amerikanischer Schriftsteller
- Douglas Purviance (* 1952), US-amerikanischer Jazzmusiker
- Douglas Rain (1928–2018), kanadischer Schauspieler
- Douglas C. Rees (* 1952), US-amerikanischer Biochemiker, -physiker und Hochschullehrer
- Douglas Sequeira (* 1977), costa-ricanischer Fußballspieler
- Douglas Sirk (1897–1987), amerikanischer Filmregisseur
- Ian Douglas Smith (1919–2007), rhodesischer Politiker, siehe Ian Smith
- Douglas Swan (1930–2000), US-amerikanischer Maler
- Douglas Trumbull (1942–2022), amerikanischer Regisseur
- Douglas Urbanski (* 1957), US-amerikanischer Film- und Theaterproduzent
- Douglas Welbat (* 1957), deutscher Filmproduzent und Hörspiel- und Synchronsprecher

## Fiktive Personen
- Doug, Held einer gleichnamigen Zeichentrickserie
- Douglas „Doug“ Steven Heffernan, von Kevin James dargestellte Hauptfigur der Fernsehserie King of Queens.